# 布羅杜夫
布羅杜夫（Brodulf，6世紀—632年），法蘭克王國貴族，7世紀初勃艮第王國重要人物，曾參與墨洛溫王朝權力鬥爭，曾擔任阿基坦宮相（629年—632年）。

## 生平
據830年聖但尼修道院編纂的《達戈貝爾一世功績》（Gesta Dagoberti I. Regis Francorum），布羅杜夫為皇后西希爾德的兄弟，以及達戈貝爾特一世的兄弟查理貝爾特的舅父。他的名字並未出現在其他記載中，但弗雷德加於727年撰寫的編年史中提到查理貝爾的叔叔布羅杜爾夫。就像糟糕的轉錄為布羅杜爾夫被視為對布羅杜夫的誤譯，因為以下兩段的相似性似乎表明了這一點：
「他的兄弟查理貝爾特試圖奪取王國；但由於他的愚蠢，他的遺囑收效甚微。他的舅父布羅杜爾夫想讓他登上王位，於是開始反抗達戈貝爾特；但事態發展卻並非如此。”
——弗雷德加，《編年史》
.
「他的兄弟查理貝爾特試圖奪取王國，但由於他的愚昧，他的意願幾乎無法實現。西希爾德王后的兄弟布羅杜爾夫想要立其侄子查理貝爾特為國王，於是開始反抗達戈貝爾特；但事態發展卻並非如此。」
——聖丹尼斯修士，《達戈貝爾特一世事蹟：法蘭克羅伊人王紀》。
.
629年，克洛泰爾二世去世後，布羅杜夫宣布支持其侄子查理貝爾特爭奪王位，對抗達戈貝爾特一世；布羅杜夫在政治和軍事上都未能戰勝自封為王的達戈貝爾特一世，於是他與查理貝爾一同前來，向其表示臣服。一段時間後，查理貝爾特被封為阿基坦國王。布羅杜夫擔心被懷疑仍然想偏袒這位王子，決定跟隨達戈貝爾特前往勃艮第。儘管如此，達戈貝爾特心存疑慮，下令逮捕他。布羅杜夫他很快就於聖讓德洛訥（Saint-Jean-de-Losne）遭逮捕，被公爵阿馬爾加爾（Amalgaire）、王室官員阿尼貝爾（Arnebert）、弗洛查德（Willibaud）等處決。眾所周知。他有一個女兒，名叫特奧特魯德，是男爵蘭德吉塞爾（王后南蒂爾德的兄弟）的繼承人，於626年被處死。